# الکترونیک لیزر
الکترونیک لیزر کتابی از جوزف تامس وردین با ترجمهٔ محمدکاظم مروج و حسین گل نبی است که در سال ۱۳۸۲ منتشر و در مراسم کتاب سال جمهوری اسلامی ایران به‌عنوان کتاب برگزیده معرفی شد.